# Comuna Vîbudiv, Kozova
Vîbudiv (în ucraineană Вибудів) este o comună în raionul Kozova, regiunea Ternopil, Ucraina, formată din satele Vîbudiv (reședința) și Vîmîslivka.

## Demografie
Componența lingvistică a comunei Vîbudiv
     Ucraineană (99,87%)
Conform recensământului din 2001, majoritatea populației comunei Vîbudiv era vorbitoare de ucraineană (99,87%), existând în minoritate și vorbitori de alte limbi.